# Декабрь

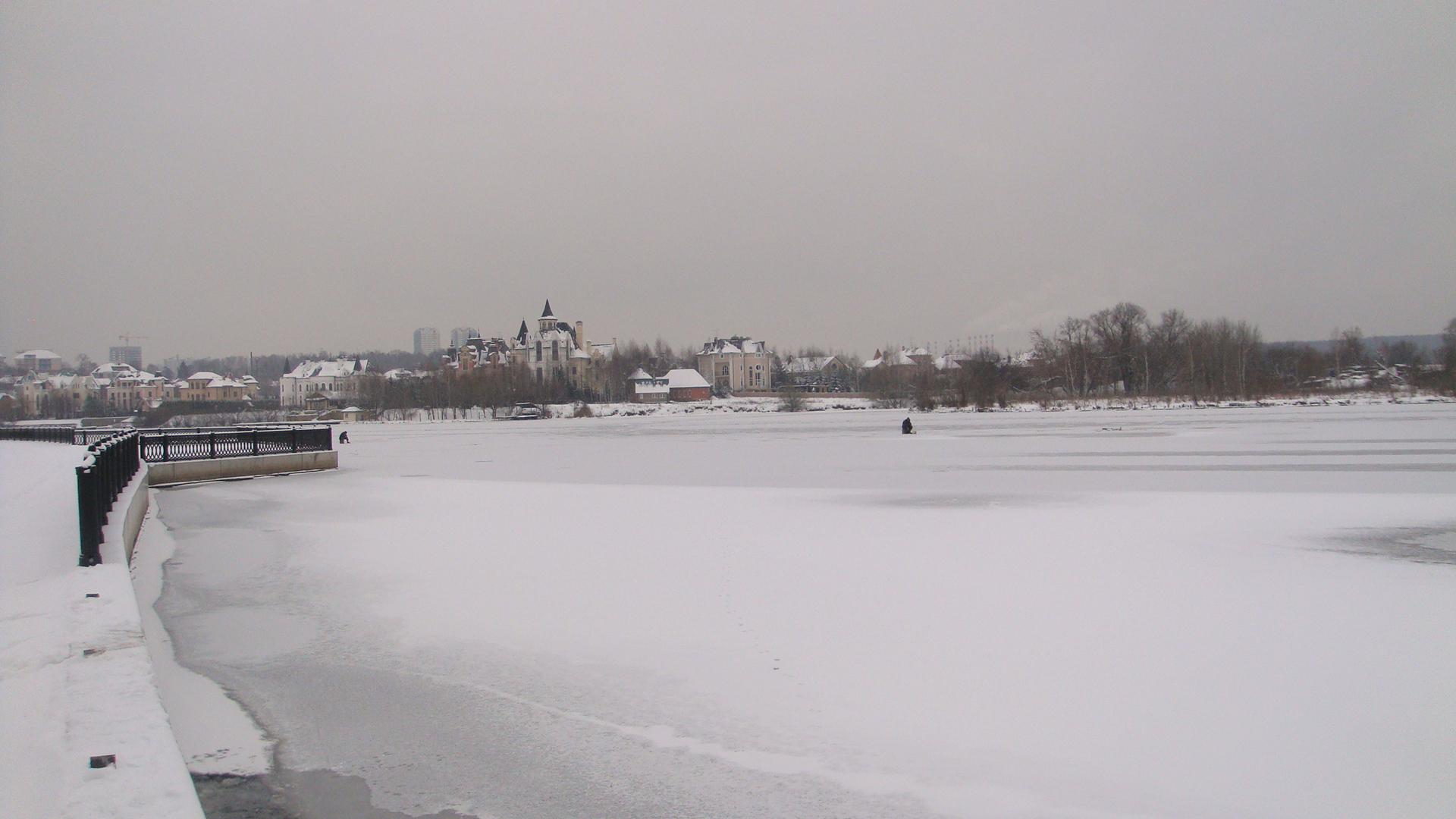
Москва-река в декабре

Дека́брь (лат. December, Decembris, от decem — десять) — двенадцатый месяц григорианского календаря. Десятый месяц староримского года, начинавшегося до реформы Цезаря с марта. После сдвига начала года на январь стал двенадцатым, последним месяцем года. Один из семи месяцев длиной в 31 день. В Южном полушарии Земли является первым месяцем лета, в Северном — зимы. У чехов раньше назывался «волчьим месяцем» (vlčí měsíc).

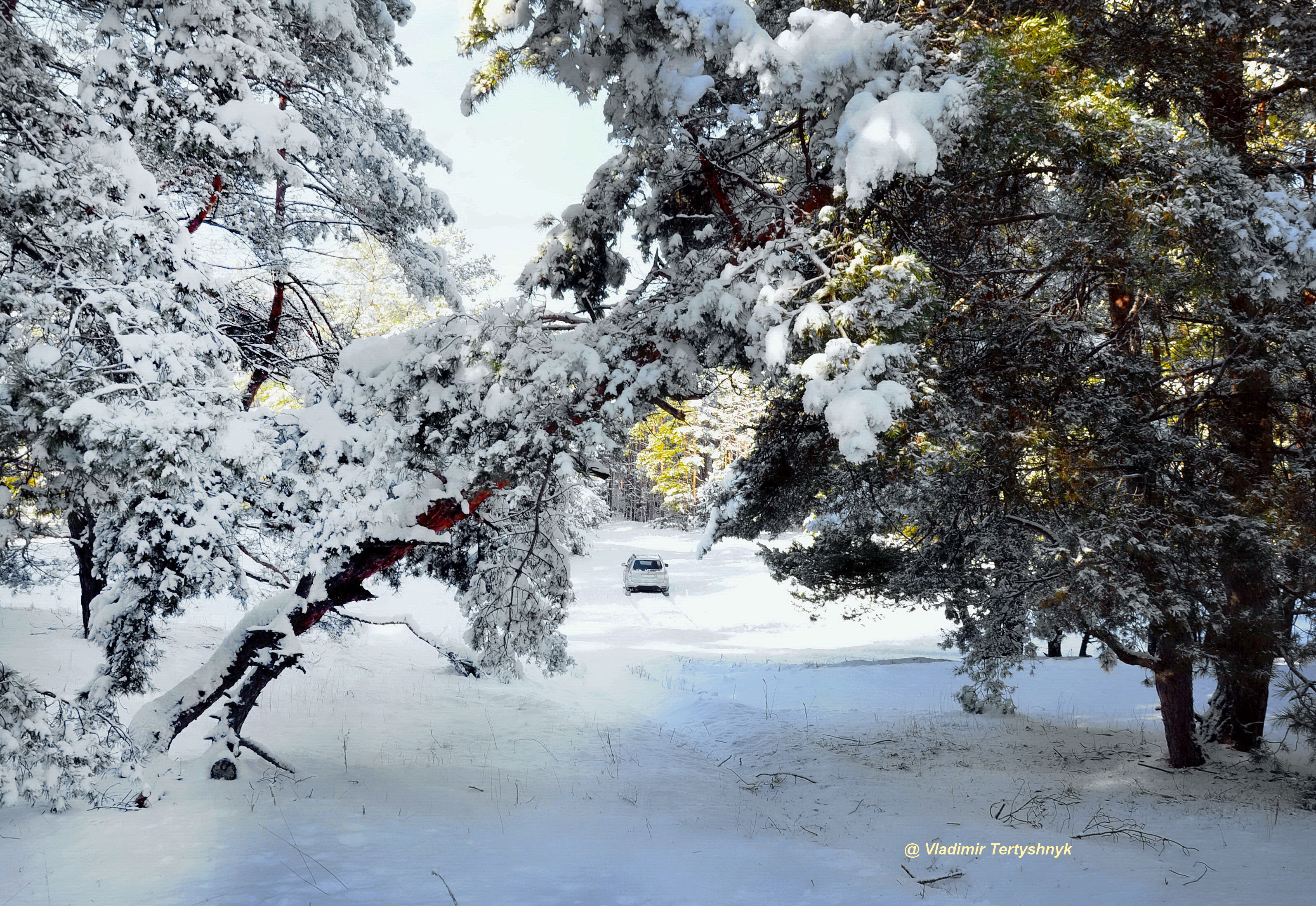
Снежный декабрь

В современную эпоху (XXI век) до 20 декабря по григорианскому календарю Солнце находится в созвездии Змееносца, с 20 декабря — в созвездии Стрельца (по другим данным — 18 декабря).

## Статистика и описание
В Северном полушарии декабрь является самым тëмным месяцем в году, так как 22 декабря является самым коротким днëм. Также он, декабрь — один из самых холодных месяцев, уступающий только январю.

## Праздники

### Международные
- 1 декабря — Всемирный день борьбы со СПИДом
- 7 декабря — Международный день гражданской авиации
- 10 декабря — День прав человека
- 31 декабря — канун Нового года

### Советские
- 5 декабря — День Конституции СССР (с 1936 по 1977 год).

### Национальные
- 1 декабря — День воинской славы в России: День победы русской эскадры под командованием П. С. Нахимова над турецкой эскадрой у мыса Синоп (1853 год); на самом деле сражение было 30 ноября.
- Второй понедельник — День посадки деревьев в Малави.
- 3 декабря — День юриста
- 12 декабря — День Конституции Российской Федерации
- 16 декабря — День Независимости Республики Казахстан
- 17 декабря — День ракетных войск стратегического назначения[4].
- 22 декабря — День энергетика

### Религиозные
- 25 декабря — Рождество по григорианскому календарю
- Ханука